# Akademija
Akademija – miasteczko na Litwie, nad Dotnuvėlė, w okręgu kowieńskim, w rejonie kiejdańskim, przy drodze Kiejdany–Szawle. W 2011 roku liczyło 752 mieszkańców.